# Roman Wybranowski
Roman Wybranowski herbu Poraj (ur. 9 sierpnia 1788 lub 1790 Drohowyżu, zm. 21 lub 23 stycznia 1863 w Szołomyi) – pułkownik Wojska Polskiego Królestwa Kongresowego, generał-major armii Cesarstwa Austriackiego.

## Życiorys
Urodził się w Żurowie na Lubelszczyźnie lub w Drohowyżu. Był synem stolnika lubelskiego Domicjusza Wybranowskiego i Salomei z domu Deszert. 
W 1809 rozpoczął służbę wojskową w Armii Księstwa Warszawskiego. Odbył kampanię w 1809 (wojna polsko-austriacka). Wkrótce został awansowany na stopień podporucznika. Służył w pułku ułanów Piotra Strzyżewskiego.
Brał udział w wojnach napoleońskich. W kampanii rosyjskiej 1812 Napoleona. Pod Możajskiem awansowany na kapitana i odznaczony Legią Honorową oraz Virtuti Militari. Służył w randze starszego adiutanta. Następnie jako adiutant major został przeniesiony do wielkiej armii z korpusem księcia Józefa Poniatowskiego. Uczestniczył w bitwie pod Smoleńskiem, bitwie pod Możajskiem, Czerychowem i Wiaźmą. Następnie 1813 walczył z VI koalicją antyfrancuską w bitwach pod Gitterborgiem i bitwie pod Lipskiem.
W 1814 powrócił do kraju. Pracował przy organizacji Wojska Polskiego Królestwa Kongresowego. W stopniu majora w 1815 był oficerem 6 Pułku Piechoty Liniowej. Został awansowany na stopień podpułkownika. Służył w 8 Pułku Piechoty Liniowej w Pułtusku. 
Po wybuchu powstania listopadowego w 1830 przydzielony do dywizji generała Kazimierza Małachowskiego. Został dowódcą 6 Pułku Piechoty Liniowej od bitwy pod Białołęką w lutym 1830, następnie w bitwie o Olszynkę Grochowską i pozostał nim do 1831, kierując jednostką w pozostałych bitwach. Został awansowany na stopień pułkownika. Pod koniec kampanii wraz z korpusem gen. Girolamo Ramorino zdezerterował do Galicji pod Chwałowicami, a następnie na Morawy. Nie poddał się carskiej amnestii i został w Galicji.
Prowadził działalność rolniczą na dzierżawionych gruntach. W 1848 został powołany do organizowania Gwardii Narodowej we Lwowie, został zastępcą dowódcy galicyjskiej GN, gen. Józefa Bonawentury Załuskiego, a po jego dymisji naczelnikiem Gwardii. Wówczas cesarz Franciszek Józef I mianował go do rangi generał-major armii Cesarstwa Austriackiego. Na stanowisku dowódcy pozostawał do czasu zbombardowania Lwowa. W jednostce pozostał do jej rozwiązania w tym samym roku, po czym osiadł pod Lwowem. Tam od 1849 do 1851 spisał pamiętniki.
Potem był dzierżawcą dóbr w skarbie hr. Potockiego. Zmarł 21 lub 23 stycznia w Szołomyi. Został pochowany na cmentarzu we wsi Stare Sioło.
Jego żoną od 1823 była Józefa Broniewska. Mieli troje dzieci (dwie córki i syna). Po śmierci Romana Wybranowskiego zostały opublikowane jego pamiętniki (1882).

## Odznaczenia
- Krzyż Srebrny Orderu Virtuti Militari – nr 1575[4] (8 czerwca 1831)[5]
- Legia Honorowa (za bitwę pod Możajskiem)
- Honorowa odznaka dwudziestoletniej służby (1829)